# BL 6吋Mk XXIII後裝艦炮
BL 6吋Mk XXIII後裝艦炮（英語：Ordnance BL 6 inch gun Mk XXIII）是從1930年起到第二次世界大战期間英國皇家海軍和英联邦海军建造的常規（非防空）輕巡洋艦標準海軍艦載主炮，戰爭結束以後、艦隻被處置時，部份轉至其他各支海軍服役，發射6吋後裝式炮彈。

## 設計背景
該炮是在1929年所設計，這時己決定輕巡洋艦可以裝備的最大艦砲口徑為6英寸（152毫米）。英國首度放棄了傳統的繞線工藝，取而代之的是整體式炮管結構。最初計劃與大多數國外性能相近的火炮一樣，將其用作高平兩用砲。但隨後由於航空技術飛速發展，飛機速度的提高意味著該炮無法用作有效的防空武器；而且無論射擊仰角還是射速，該艦炮都無達到防空水平，最終防空功能被廢棄了。1931年研製完成以後，該艦炮於英國皇家海軍服役。

## 序述
Mk XXIII艦炮取代了早期《华盛顿海军条约》巡洋艦以上所採用的BL 8吋Mk VIII後裝艦炮。這些筒緊炮身是由一根管子與一條長達4.5公尺的罩筒，以及一台手動操作的間斷螺紋式炮閂所組成。絲袋裡裝有13.61千克（30磅）的线状无烟火药或無焰（NQFP）裝藥，用以推動重達50.8千克（112磅）的彈頭。炮管的使用壽命為使用標準线状无烟火药進行1,100發有效全裝藥彈（EFC）炮擊，以及使用無焰裝藥進行2,200發有效滿載裝藥炮擊。典型的最大射速是每門火炮8發／分鐘。該火炮一共有三款可用的炮架，分別是隻聯的Mk XXI、三聯的Mk XXII和三聯的Mk XXIII。視乎炮架，仰角範圍亦有所不同。Mk XXI砲塔的仰角範圍為+60°至-5°，而Mk XXII砲塔則是+45°至-5°。裝填時可在最大+12.5°或以下的任何角度達成，儘管對於所有三款炮架，最佳的裝填角度在+7—+5°之間。Mk XXI和XXII炮架所採用的是“短主幹”型彈藥捲揚機
，而Mk XXIII的則是“長主幹”型彈藥捲揚機系統，這樣可減少人員的需求，並且提高彈藥捲揚的速度。百慕大號輕巡洋艦的一名皇家海軍砲兵軍官詳細介紹了在Mk XXIII砲塔以內、由訓練有素的操作人員所能達到的裝填週期：“ …在火炮處於低仰角時，裝填週期為四秒半至五秒；而抬升火砲、打擊遠距離目標時則需要兩至三秒。隨著疲勞的加劇，裝填時間會延長，但這是值得信賴的… ”。

## 搭載BL 6吋Mk XXIII後裝艦炮的艦船
| 艦船（如無另述的都是英國皇家海軍所屬） | 搭載砲塔                  |
| -------------------------------------- | ------------------------- |
| 阿基里斯號（新西蘭皇家海軍）           | 四座95噸Mk XXI雙聯砲塔    |
| 阿賈克斯號                             | 四座95噸Mk XXI雙聯砲塔    |
| 林仙號                                 | 三座95噸Mk XXI雙聯砲塔    |
| 曙光女神號                             | 三座95噸Mk XXI雙聯砲塔    |
| 貝爾法斯特號                           | 四座175噸Mk XXIII三聯砲塔 |
| 百慕達號                               | 四座175噸Mk XXIII三聯砲塔 |
| 伯明翰號                               | 四座150噸Mk XXII三聯砲塔  |
| 錫蘭號                                 | 三座175噸Mk XXIII三聯砲塔 |
| 愛丁堡號                               | 四座175噸Mk XXIII三聯砲塔 |
| 斐濟號                                 | 四座175噸Mk XXIII三聯砲塔 |
| 葛拉蒂亞號                             | 三座95噸Mk XXI雙聯砲塔    |
| 岡比亞號                               | 四座175噸Mk XXIII三聯砲塔 |
| 格拉斯哥號                             | 四座150噸Mk XXII三聯砲塔  |
| 格洛斯特號                             | 四座150噸Mk XXII三聯砲塔  |
| 霍巴特號（澳洲皇家海軍）               | 四座95噸Mk XXI雙聯砲塔    |
| 牙買加號                               | 四座175噸Mk XXIII三聯砲塔 |
| 肯尼亞號                               | 四座175噸Mk XXIII三聯砲塔 |
| 利安達號（新西蘭皇家海軍）             | 四座95噸Mk XXI雙聯砲塔    |
| 利物浦號                               | 四座150噸Mk XXII三聯砲塔  |
| 曼徹斯特號                             | 四座150噸Mk XXII三聯砲塔  |
| 毛里求斯號                             | 四座175噸Mk XXIII三聯砲塔 |
| 涅普頓號                               | 四座95噸Mk XXI雙聯砲塔    |
| 紐卡素號                               | 四座150噸Mk XXII三聯砲塔  |
| 紐芬蘭號                               | 三座175噸Mk XXIII三聯砲塔 |
| 尼日利亞號                             | 四座175噸Mk XXIII三聯砲塔 |
| 安大略號（加拿大皇家海軍）             | 三座175噸Mk XXIII三聯砲塔 |
| 俄里翁號                               | 四座95噸Mk XXI雙聯砲塔    |
| 佩涅羅珀號                             | 三座95噸Mk XXI雙聯砲塔    |
| 珀斯號（澳洲皇家海軍）                 | 四座95噸Mk XXI雙聯砲塔    |
| 谢菲尔德号                             | 四座150噸Mk XXII三聯砲塔  |
| 南安普敦號                             | 四座150噸Mk XXII三聯砲塔  |
| 壯麗號                                 | 三座175噸Mk XXIII三聯砲塔 |
| 迅敏號                                 | 三座175噸Mk XXIII三聯砲塔 |
| 悉尼號（澳洲皇家海軍）                 | 四座95噸Mk XXI雙聯砲塔    |
| 烏干達號                               | 三座175噸Mk XXIII三聯砲塔 |

## 炮彈軌跡
| 射程                | 仰角   | 飛行時間 | 彈著    | 撞擊速度                     |
| ------------------- | ------ | -------- | ------- | ---------------------------- |
| 5,000碼（4.6公里）  | 2° 23′ | 7秒      | 3° 0′   | 1,939英尺／秒（591公尺／秒） |
| 10,000碼（9.1公里） | 6° 15′ | 16秒     | 9° 57′  | 1,371英尺／秒（418公尺／秒） |
| 15,000碼（14公里）  | 13° 6′ | 29秒     | 23° 38′ | 1,098英尺／秒（335公尺／秒） |
| 20000碼（18公里）   | 24° 7′ | 47秒     | 39° 52′ | 1,087英尺／秒（331公尺／秒） |
| 24500碼（22.4公里） | 41° 4′ | 71秒     | 56° 27′ | 1,159英尺／秒（353公尺／秒） |

## 圖集

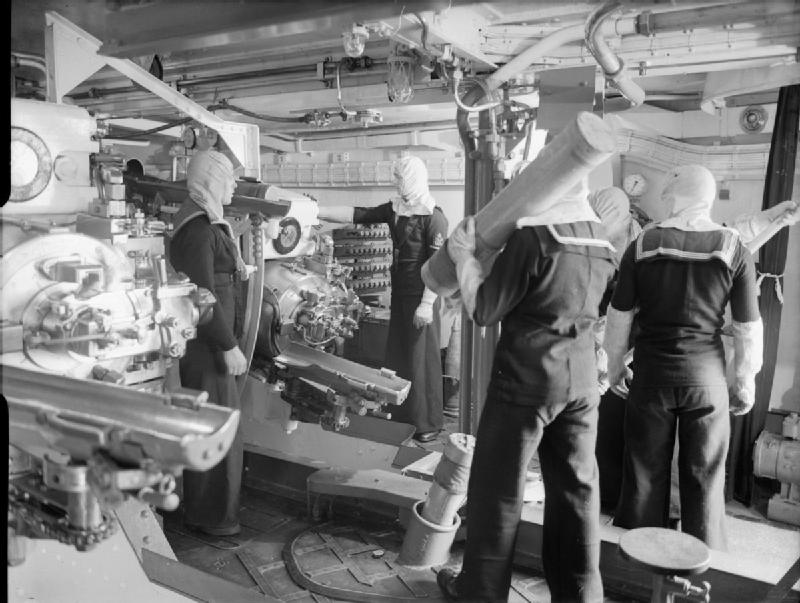
1943年，英國皇家海軍所屬的牙買加號（英语：HMS Jamaica (44)）所載的Mk XXIII炮塔以內處理線狀無煙式裝藥。
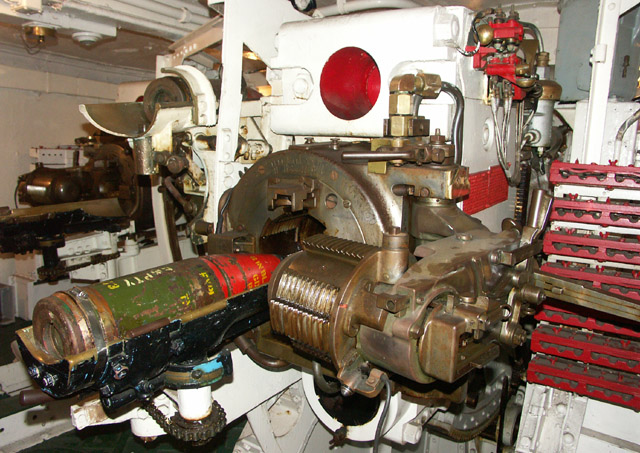
2006年，貝爾法斯特號輕巡洋艦以上的炮塔內、中軸炮後膛的供彈機盤以上的一發炮彈
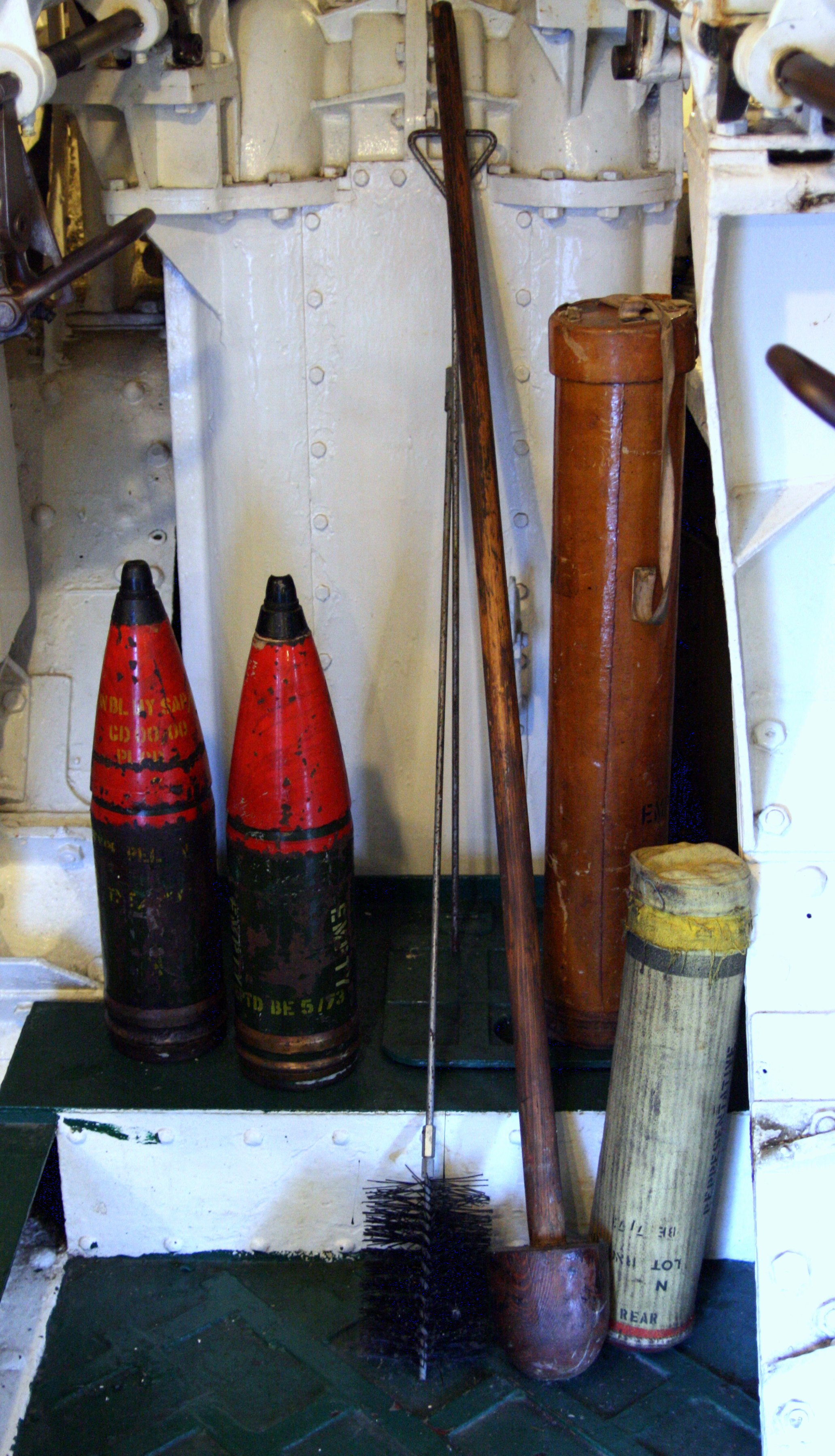
同樣在貝爾法斯特號輕巡洋艦以上的炮塔內、展示的兩發半穿甲彈（左）、線狀無煙式裝藥（右下方）和炮彈容器（正右方）

### 年代、功能、性能相近的其他火炮
- 150毫米SK C/25型艦炮（英语：15 cm SK C/25）：德國研製的150毫米輕巡洋艦炮，具有更高的初速
- 150毫米SK C/28型艦炮：同樣是德國研製的150毫米輕巡洋艦炮
- 152公釐55倍徑1934年型與1936年型艦炮（英语：152 mm/55 Italian naval gun Models 1934 and 1936）：意大利研製的152毫米輕巡洋艦炮，具有更高的初速
- 三年式155公厘艦炮：日本研製的155毫米中口徑艦炮，口徑稍大
- 6吋47倍徑艦炮：美國研製的6英吋輕巡洋艦炮

## 尚存的例子
- 紐西蘭皇家海軍所屬的阿基里斯號輕巡洋艦（70）—其後轉為印度海軍所屬的德里號（INS Delhi）—的Y砲塔保存在新西兰奧克蘭北岸市德文港海軍基地的入口處。
- 同樣是印度海軍所屬的德里號（1948年），其第二座砲塔被保存在印度台拉登的印度軍事學院。
- 英国伦敦帝國戰爭博物館博物館船（英语：Museum ship）貝爾法斯特號分館以上，保留了四座三聯炮，共12門。
- 在英格蘭遺產委員會或是其他原來用作海岸炮的Mk XXIII、如今用作表示較早期標記的歷史遺址中也可以找到眾多該門火炮。
  - 埃塞克斯郡的蒂爾伯里堡（英语：Tilbury Fort）有一門。
  - 埃塞克斯郡東提爾布利（英语：East Tilbury）的煤屋堡（英语：Coalhouse Fort）有兩門。
  - 肯特郡格雷夫森德有一門；和
  - 泰恩茅斯砲台（英语：Tynemouth Volunteer Artillery）有一門。
- 據稱其中一門位於肯塔基州路易維爾的美國特納斯（英语：Turners）庭院裡。

## 資料來源
1. ↑  . NavWeaps.   [2008-08-25]. （原始内容存档于2008-09-15）.
2. 1 2 3 4 5 6 7 8 9  Campbell 1985 pp.34-36
3. ↑  O.U. 6359A, Handbook for 6-Inch, B.L., Mark XXIII Guns on Triple, Mark XXII Mounting, 1937 （页面存档备份，存于）, page 8.
4. ↑  Campbell, Naval Weapons of WWII, p.35-36.
5. ↑  原文："...a loading cycle of four and a half to 5 seconds was attained at low elevation, another two to three seconds being required with the guns elevated for long range. The time would lengthen as fatigue set in, but was creditable..."
6. ↑  Brooke, p.200

## 外部連結
- （英文）—Tony DiGiulian, Britain 6"/50 (15.2 cm) BL Mark XXIII（页面存档备份，存于）
- （英文）—British 6 Inch BL Mark XXIII（页面存档备份，存于）
- （英文）—THE GUNNERY POCKET BOOK 1945
- （俄文）—Морская пушка BL 6/50 Mk XXIII из форта Тилбери